# 아비센나주의
아비센나주의(Avicennism)는 이븐 시나로도 알려진 아비센나에 의해 설립된 페르시아 철학 학파이다. 아비센나는 아리스토텔레스의  《형이상학》에 깊은 감동과 관심을 갖고 1년 넘게 연구한 끝에 일생을 통해 자신의 철학을 발전시켰다. 헨리 코르빈(Henry Corbin) 과 세예드 호세인 나스르(Seyyed Hossein Nasr)에 따르면 아비센나주의에는 이슬람 아비센나주의와 라틴 아비센나주의의 두 가지 종류가 있다.
나스르에 따르면 라틴 아비센나주의는 아비센나 이전의 철학적 작업에 기반을 두고 있다. 이 학파는 소요학파의 철학을 따라 이성적 사고 체계로 현실의 구조를 기술하고자 했다. 라틴 아비센나주의는 서기 12세기에 유럽, 특히 옥스포드와 파리에서 영향력을 행사하여 토마스 아퀴나스, 로저 베이컨, 둔스 스코투스와 같은 몇몇 저명한 철학자들에게 영향을 미쳤다. 또한 라틴 아빈센나주의는 라틴 아베로에스주의(Averroism)에 비하여 약하였으나, 에티엔 길슨에 의하면 "아비센나주의화하는 아우구스티스주의가 있었다."
반면에 이슬람 아비센나주의는 "오리엔트 철학"(حکمت المشرقیین)으로 알려진 이븐 시나의 후기 저작에 기초를 두고 있다. 따라서 동부 이슬람 문명이 제공하는 철학은 영지주의와 유사하게 되어 영적인 우주의 비전을 제공하기 위해 노력하였다. 이러한 접근 방식은 수흐라와르디(Suhrawardi)에 의한 이란 조명주의 학파(حکمت الاشراق)의 길을 닦았다.
코르빈은 이란 아비센나주의와 라틴 아비센나주의 사이의 분기를 언급했다. 또한 그는 우리가 아비센나주의화하는 아우구스투스주의, 라틴 아비센나주의, 및 이란 아비센나주의라고 불렀던 아비센나주의의 세 가지 다른 학파가 있음을 보여주었다.
몇몇 무타질라파(Mu'tazilite)는 아비센나와 동시대인이었는데, 아비센나와 그의 제자들의 철학적 프로그램은 무타질리 하나피(Muʿtazilī Ḥanafī) 학자인 이븐 알말라히미(Ibn al-Malāḥimī, d. 1141)에 의해 비판을 받았는데, 그는 그리스 전통의 철학이 잘못된 믿음을 정당화하고 이슬람의 예언적 성격을 희석시키는데 사용될 것이라고 주장했다.  그는 그리스의 추상적 사고에 의해 타락한 예언적 종교의 한 예로 기독교를 제시했다.

## 같이 보기
- 동양 철학
- 이란 철학
- 이슬람 철학
- 현대 이슬람 철학

## 참고 문헌
- Corbin, Henry (1998). 《The Voyage and the Messenger: Iran and Philosophy》. Berkeley, CA, US: North Atlantic Books. ISBN 9781556432699. OCLC 970420613.
- Corbin, Henry; Trask, Willard R (2014). 《Avicenna and the Visionary Recital: (Mythos Series)》. Princeton, NJ: Princeton University Press. ISBN 1400859069. OCLC 889253433.
- Nasr, Seyyed Hossein (2013). 《Islamic Life and Thought》. Abingdon, UK ; New York: Routledge. ISBN 9781134538119. OCLC 861692831.